# Johann Baptist Scherer
Johann Baptist Scherer (häufig Baptist Scherer, * 15. März 1869 in Hamburg-Altona; † 22. Januar 1910 in Marburg) war ein deutscher Maler und Zeichner.

## Leben
Geboren als Sohn eines Steuerrates, studierte er in Paris an der Académie Julian und seit dem 13. Oktober 1888 an der Königlichen Akademie der Künste in München in der Naturklasse bei Gabriel von Hackl.
Scherer fertigte 1896 eine Zeichnung zum Text „Nina Riviera oder Der Mann mit dem schweren Herzen“ von Donald Lenzelin Wedekind für die Zeitschrift Simplicissimus, er illustrierte auch Bücher. 
Den Zeitraum von Februar 1896 bis Oktober 1898 verbrachte er im Schloss Neubeuern und hinterließ dort einen Eintrag im Gästebuch. Er starb im Alter von 40 Jahren.

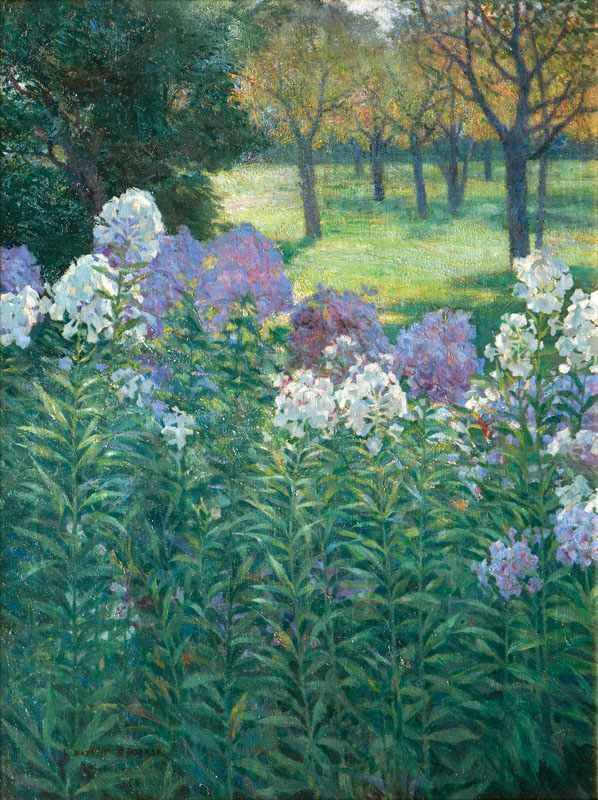
Blütenmeer
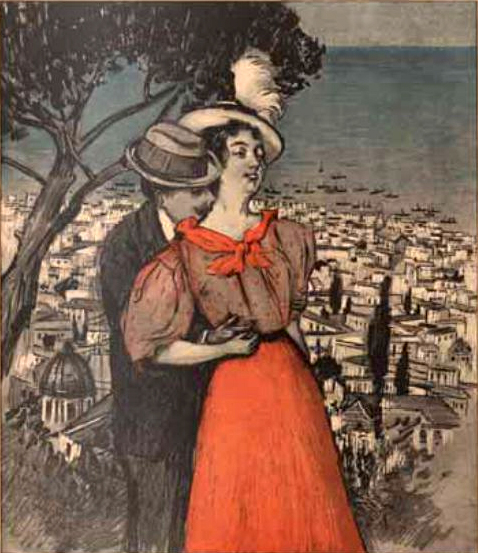
Zeichnung zum Text „Nina Riviera oder Der Mann mit dem schweren Herzen“  im  Simplicissimus 1896